# 세페우스자리
세페우스 자리(Cepheus) 또는 케페우스는 북쪽 하늘의 별자리로 북극 부근의 별자리를 이루고 있다. 그리스 신화에서의 에티오피아왕 케페우스(세페우스)를 따라 이름지어졌다. 카시오페이아 자리 앞쪽에서 북극성 주변을 돌고 있으며, 북위 30도 이상인 곳에서는 1년 내내 볼 수 있다. 오각형 모양은 몽당연필을 닮았고 뾰족한 부분이 북극성 쪽으로 향하고 있다는 걸 알면 쉽게 찾을 수 있다.

## 별과 천체
- 세페우스자리 Gamma (Gamma Cephei): 이중성으로, 약 50광년 떨어진 곳에 있다. 항성계는 오렌지색의 준거성과 적색왜성으로 구성되어 있다. 기원후 3,000년 ~ 5,200년에는 분점(equinox)의 세차운동으로 이 별이 북극성이 되는데, 하늘의 북극에 접근하는 것은 기원후 4,000년 부근이 된다. 이 중 큰 별에는 행성이 공전하고 있다.
- 세페우스자리 δ: 세페이드 변광성의 원형(prototype)으로, 1784년 존 구드리케(John Goodricke)에 의해 발견되었다. 이 별은 5.4일 주기로 3.5 등급에서 4.3 등급까지 변화한다.
- 세페우스자리에는 육안으로 관측되는 3개의 적색 초거성이 있다.
  - 세페우스자리 μ: 짙은 적색으로 허셸의 석류석별로 알려져 있다. 이 별은 반규칙적인 변광성으로, 730일을 주기로 3.4 등급에서 5.1 등급으로 변화한다. 이 별은 지름이 약 11.8 AU[2]로, 태양으로부터 토성 궤도까지의 거리에 해당된다.
  - 세페우스자리 VV: 변광성으로, 20년 주기로 4.8 등급에서 5.4 등급까지 변화한다.
  - HR 8164: 밝기는 5.66 등급이다.
- 크루거 60(Kruger 60): 10등급의 이중성으로, 두 개의 적색왜성으로 구성되어 있다. 이 항성계는 지구로부터 13광년 떨어져 있다.

### 성단·성운들
- NGC 188: 산개성단으로, 천구의 북극에 가까우며, 예전부터 알려진 산개성단이다.
- NGC 6946 (Fireworks Galaxy; 불꽃놀이 은하): 나선은하로, 내부에서 9개의 초신성이 관측되었다.
- NGC 7538: 성운으로, 현재까지 발견된 가장 큰 규모의 원시성(protostar)의 본거지이다.
- NGC 7023 (Iris Nebula; 아이리스 성운): 반사성운이다.

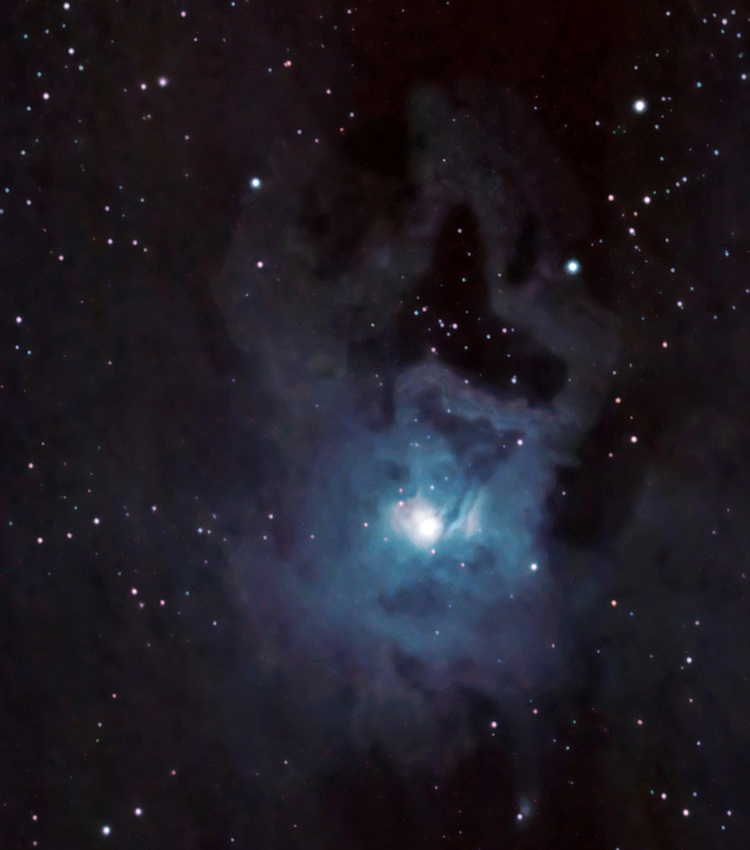
NGC 7023 반사성운

## 역사와 신화
톨레미의 48개 별자리에 포함되었고, 현대 88개 별자리 중 하나이다.
육안으로 보면 세페우스는 왕관을 쓴 것처럼 보인다. 안드로메다, 페르세우스, 카시오페이아, 페가수스, 고래자리 등의 주변의 다른 별자리들과 함께 그리스 신화의 '
카시오페이아의 자랑'과 관련되어 있다.